# Enrique Miret Magdalena
Enrique Miret Magdalena (Zaragoza, 12 de enero de 1914-Madrid, 12 de octubre de 2009) fue un teólogo seglar especializado en ética y sociología de la religión y un químico de formación. Padre de siete hijos, fue miembro y presidente de la Asociación de Teólogos Juan XXIII.
Autor coetáneo de Xavier Zubiri, Julián Marías, Ignacio Ellacuría o José Luis López Aranguren.

## Datos biográficos y académicos
Realiza sus estudios primarios en los jesuitas y en los maristas, de Madrid. Estudia el bachillerato en el Liceo Francés de la misma ciudad, doctor en Ciencias Químicas por la Universidad Central de Madrid (1943) y catedrático de Ética. Escribió más de 2000 artículos y más de una veintena de libros, además de dar clases tanto en la Universidad Pontificia de Salamanca como en la Universidad Pontificia Comillas, y en el Mary Ward College, de Psicología Moral.
Solicita el ingreso en la Compañía de Jesús en 1936, por lo que tuvo que pedir asilo en la Embajada de Paraguay. Sin embargo, la Guerra Civil hizo que su vida transcurriera por otros caminos. Fundó y fue presidente nacional del movimiento Asociación de jóvenes cristianos YMCA (Young Men’s Christian Association) en España, además de vicepresidente europeo. Participó como invitado en varias sesiones del Concilio Vaticano II. 
Colaboró entre otras publicaciones en la revista progresista católica El Ciervo; en el diario Informaciones o en la desaparecida revista Triunfo.
Fue presidente y vicepresidente de la Confederación de la Pequeña y Mediana Empresa (COPYME) en España desde junio de 1978 hasta noviembre de 1979, dimitiendo del cargo por propia decisión. La COPYME estaba enfrentada a la CEPYME. El 7 de diciembre de 1982 fue nombrado director general de Protección de Menores del Ministerio de Justicia de España, cargo que desempeñó durante cuatro años, durante el primer gobierno de Felipe González.
Presidió la Asociación de Teólogos Juan XXIII, y de manera honoraria, la ONG Mensajeros de la Paz, ganadora del Premio Príncipe de Asturias.

## Premios
- 1974 - Premio Popular del Periodismo del Diario Pueblo
- 2006 - Medalla de la Orden Civil de la Solidaridad Social, otorgada por el entonces Ministro de Trabajo, Jesús Caldera.

## Obras publicadas

### Artículos
- En Dialnet se relacionan numerosos artículos de Enrique Miret Magdalena, algunos descargables

### Libros
- 1966 - Los nuevos católicos, Nova Terra, ISBN 978-84-280-0090-1
- 1968 - Cristianismo para el pueblo, Zero, ISBN 978-84-317-0032-4
- 1974 - Creo en un hombre llamado Jesús, Editorial Desclée de Brouwer, ISBN 978-84-330-0494-9
- 1975 - El divorcio, con Salvador Muñoz Iglesias, Guadiana de Publicaciones, ISBN 978-84-251-0176-2
- 1976 - Religión e irreligión hispanas, Editorial Fernando Torres, ISBN 978-84-7366-054-9
- 1976 - Por una nueva educación religioso-moral, Editorial Adara, ISBN 978-84-385-0013-2
- 1976 - ¡Catolicismo para mañana!, Editorial Desclée de Brouwer, ISBN 978-84-330-0496-3
- 1976 - España: destino socialismo, Ediciones Sedmay, ISBN 978-84-7380-123-2
- 1981 - Violencia y agresividad ante la ciencia y la fe, Narcea, ISBN 978-84-277-0446-6
- 1989 - El nuevo rostro de Dios, Ediciones Temas de Hoy, ISBN 978-84-86675-96-7
- 1991 - Amor y sexualidad, Plaza & Janes, ISBN 978-84-01-23019-6
- 1996 - Jesús de Nazaret, el mito y la sombra: lo que realmente dicen los textos. Prólogo al libro de Julián Sanz Pascual, Proyectos y producciones Cyan, ISBN 978-84-8198-136-0
- 1998- El catecismo de nuestros padres, con Javier Sádaba Garay, Plaza & Janés, ISBN 978-84-01-37612-2
- 1998 - El laico en la Iglesia, Tomo 9 de El laicado, con Isabel Gómez-Acebo, Ediciones SM, ISBN 978-84-348-6101-5
- 1999 - Occidente mira a oriente, Plaza & Janés, ISBN 978-84-01-37631-3
- 2000 - Luces y sombras de una larga vida, Editorial Planeta, ISBN 978-84-08-03513-8
- 2004 - Qué nos falta para ser felices. Espasa-Calpe, ISBN 978-84-670-0102-0
- 2004 - La vida merece la pena ser vivida, Espasa-Calpe, ISBN 978-84-670-1414-3
- 2004 - Cómo ser mayor sin hacerse viejo: el camino para conseguir grandes logros en plena madurez, Espasa-Calpe, ISBN 978-84-670-1522-5
- 2005 - La paz es posible , Espasa-Calpe, ISBN 978-84-670-1740-3
- 2006 - ¿Dónde está Dios? : la religión en el siglo XXI, Espasa-Calpe, ISBN 978-84-670-2091-5
- 2007 - Creer o no creer, Aguilar, ISBN 978-84-03-09712-4
- 2007 - La vuelta a los valores, Espasa-Calpe, ISBN 978-84-670-2473-9